# Astoria (nahrávací studio)

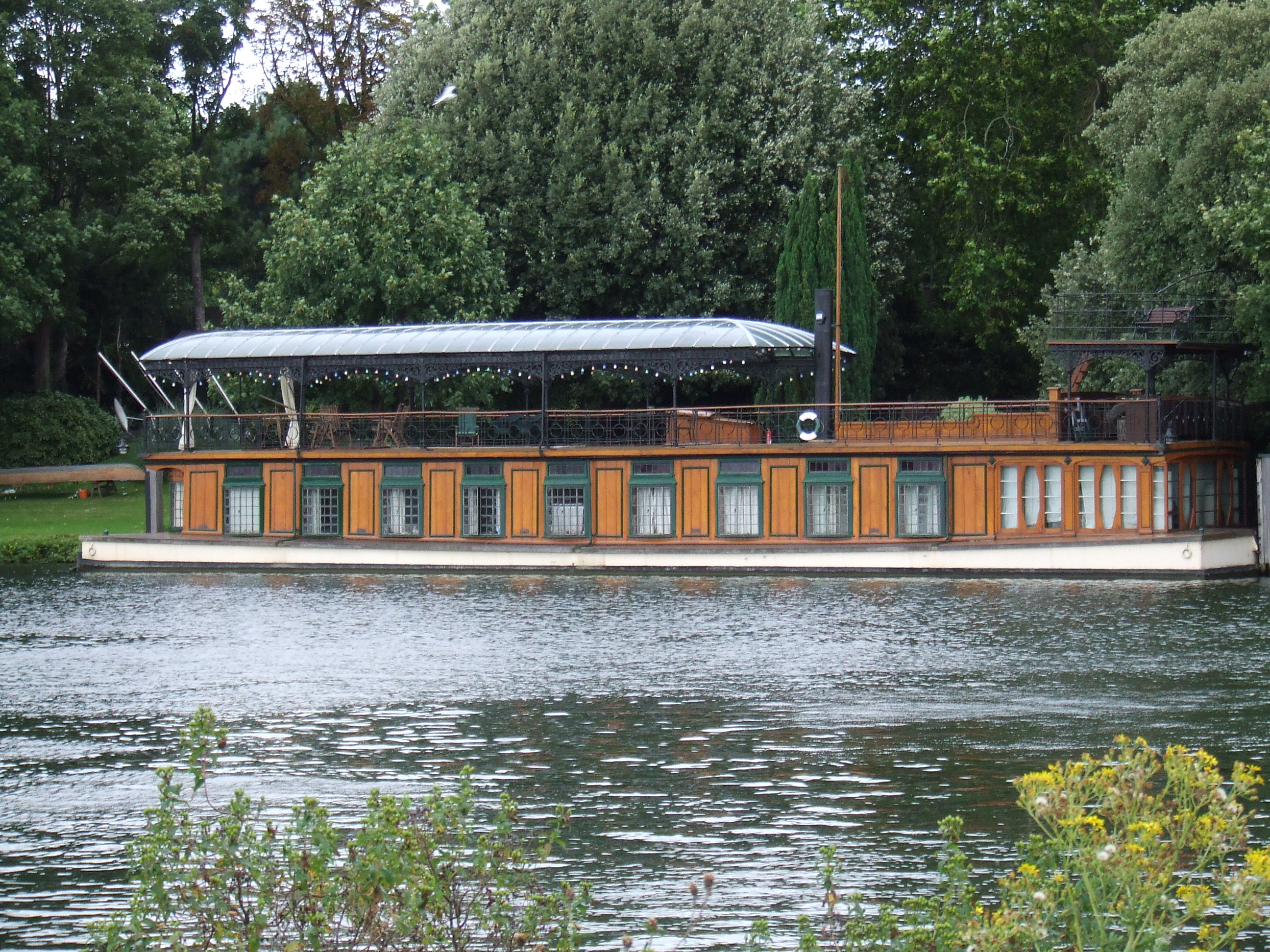
Nahrávací studio Astoria

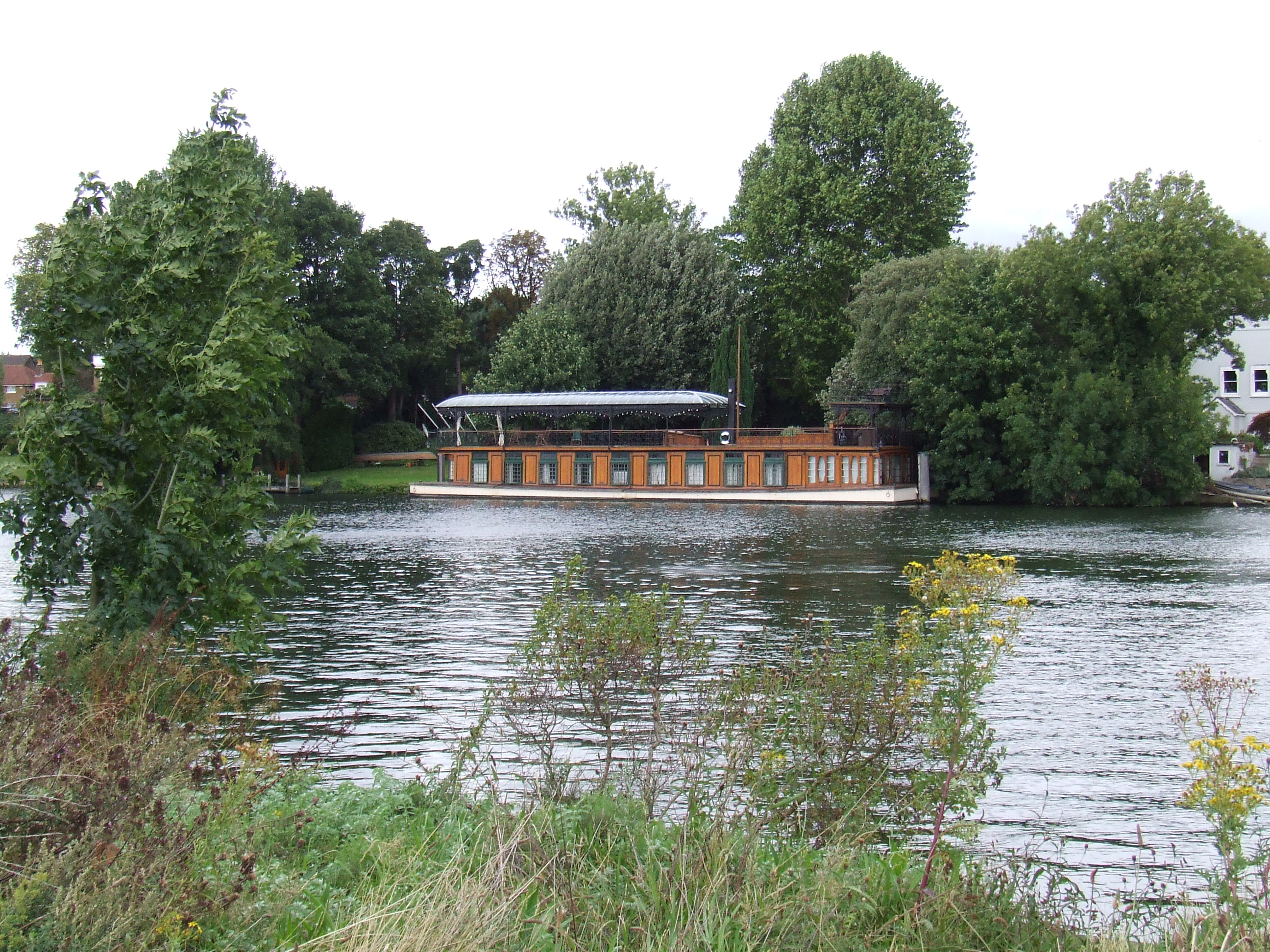
Astoria na řece

Astoria je hausbót přestavěný na nahrávací studio, zakotvený na Temži v Londýně poblíž Hampton Court Palace. Astorii v současnosti vlastní kytarista a zpěvák skupiny Pink Floyd David Gilmour, který ji zakoupil v roce 1986 a který provedl přestavbu lodi na hudební studio.
Astoria byla postavena v roce 1911 pro impresária Freda Karna, který chtěl mít nejlepší hausbót na řece. Navrhl jej tak, že na horní palubě může hrát až 90členný orchestr.
V Astorii byly nahrány části posledních tří alb Pink Floyd, A Momentary Lapse of Reason z roku 1987, The Division Bell z roku 1994 a The Endless River z roku 2014. Také zde probíhala mixáž živých alb z turné k těmto deskám, Delicate Sound of Thunder (1988) a Pulse (1995).
David Gilmour zde natočil část svého alba On an Island z roku 2006 a byly zde namixovány i živé záznamy z navazujícího turné, které byly vydány pod názvy Remember That Night (DVD) a Live in Gdańsk (CD a DVD).